# SIGXCPU
SIGXCPU — сигнал, який посилається процесу при перевищенні процесом встановленого часу виконання. Символьна змінна SIGXCPU оголошена у заголовному файлі signal.h. Символьні імена для сигналів використовуються через те, що їхні номери залежать від конкретної платформи.

## Етимологія
SIG є загальноприйнятий префіксом для назв сигналів. XCPU походить від (англ. eXceeded CPU time) — перевищення часу процесора.

## Використання
Ліміт використання процесора обраховується без врахування часу простою процесора та виконання системних викликів, як за значенням віртуального таймера.